# Schallenberg (Adelsgeschlecht)

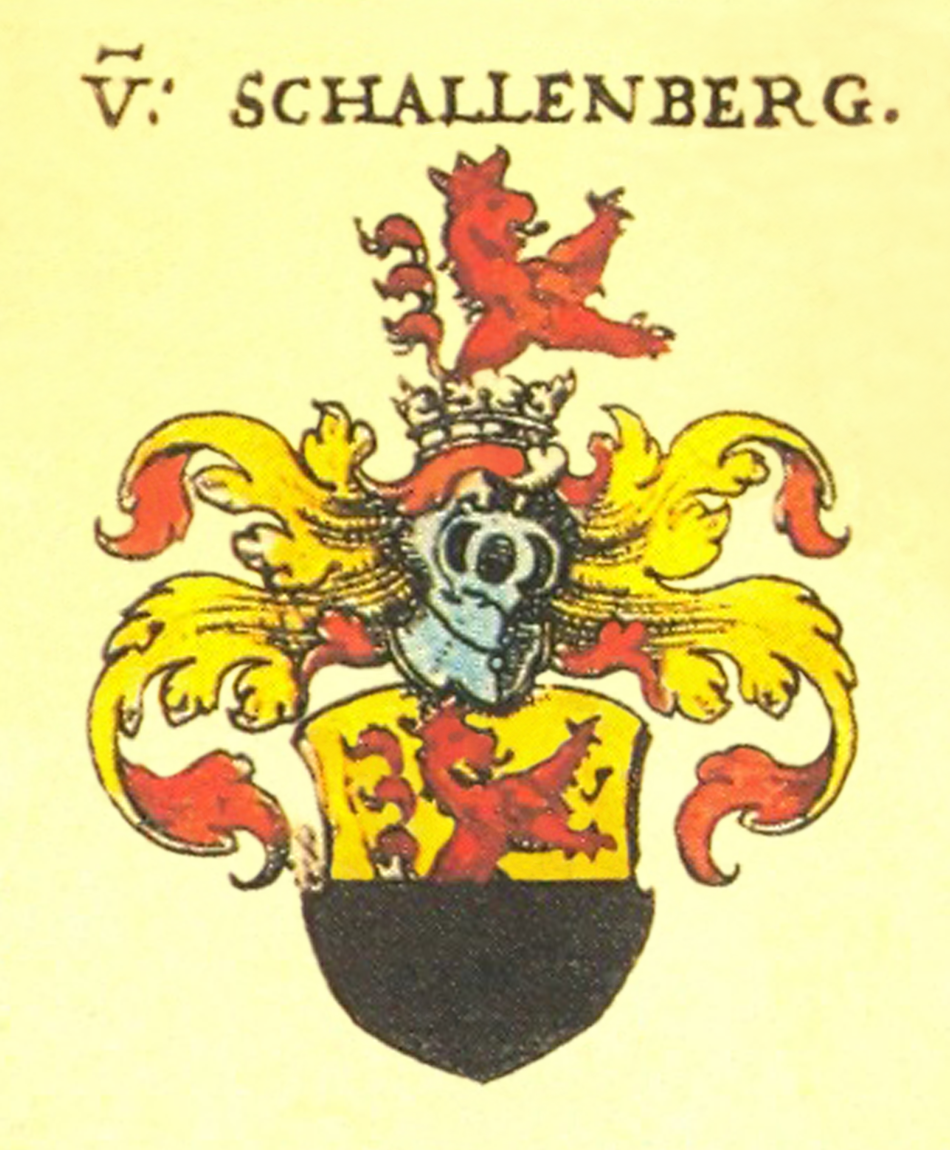
Das Stammwappen derer von Schallenberg nach Johann Siebmacher (Wappen gespiegelt)

Die Familie Schallenberg (auch Schallenberger) ist ein österreichisches Adelsgeschlecht, das bis zum Inkrafttreten des Adelsaufhebungsgesetzes 1919 den Titel eines Grafen führte.
Im Mittelalter stellte es Grundherren im Mühlviertel und übte Ministerialdienst für das Bistum Passau aus. In der Frühen Neuzeit stieg es zum Reichsgrafenstand auf.

## Geschichte
Der Stammsitz des Adelsgeschlechts, Schloss St. Ulrich im Mühlkreis, besteht heute nicht mehr. Erstmals erwähnt wird das Geschlecht unter dem Namen de sancto Ulrico (‚Grundherren von St. Ulrich‘) im Jahre 1190 in den Urkunden des Stifts St. Nikola bei Passau. Ab dem 13. Jahrhundert nennt sich die Familie nach der Burg Schallenberg in der Gemeinde Kleinzell im Mühlkreis. In einer verschriftlichten Seelgerätstiftung an das Kloster Wilhering aus dem Jahr 1260 ist mit Heinricus de Salhinberc der heutige Geschlechtsname erstmals erwähnt worden. Die Stammreihe beginnt im 14. Jahrhundert mit Pilgerim von Schallenberg. Es liegt eigentlich mhd. salhe (‚Sal-Weide‘) oder der altdeutsche Name Salcho zugrunde, was zu ‚Schall‘ assimiliert wurde.
Im Jahre 1636 erhielten die Schallenberger das Freiherrndiplom, das im Jahre 1656 bestätigt wurde, und im Jahre 1666 den Reichsgrafenstand. Das Indigenat im Königreich Ungarn erhielt die Familie 1688.
Von 1720 bis 1803 befand sich das Schloss Rosenau (Gemeinde Zwettl) im Besitz der Familie. Leopold Christoph von Schallenberg ließ es nach den Plänen von Baumeister Joseph Munggenast in barockem Stil umbauen und richtete darin unter anderem eine Freimaurerloge ein.

## Wappen

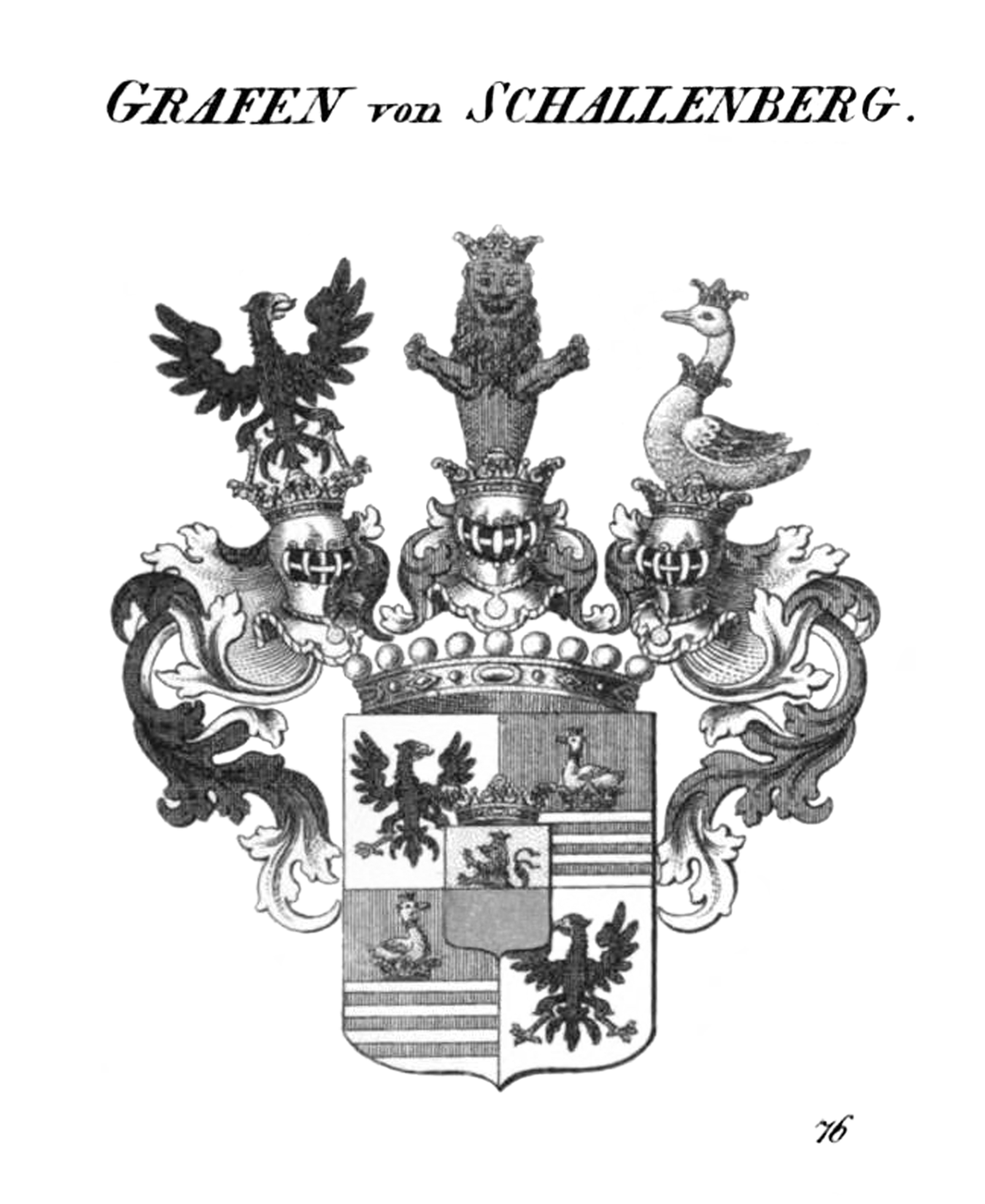
Das gemehrte Wappen der Schallenberger aus dem Wappenbuch der Österreichischen Monarchie, 1831–1868

Blasonierung: Das Stammwappen zeigt in von Gold und Schwarz geteilt, oben einen roten, wachsenden, gekrönten (doppelt) geschweiften Löwen.

## Bekannte Mitglieder der Familie
- Christoph von Schallenberg (* 31. Jänner 1561; † 25. April 1597), „Regent der niederösterreichischen Lande“ und Kommandant der Donauflotte, humanistischer Dichter
- Georg Christoph von Schallenberg (1593–1657), Sohn von Christoph, Oberstkommissar in Österreich ob der Enns, Freiherr seit 1656, Verfasser einer Hauschronik
- Leopold Christoph Graf von Schallenberg (* 11. Dezember 1712; † 20. Februar 1800), Landmarschall von Niederösterreich, Freimaurer auf Schloss Rosenau
- Wolfgang Schallenberg (1930–2023), österreichischer Diplomat
- Alexander Schallenberg (* 1969), österreichischer Bundeskanzler, Außenminister, Diplomat und Jurist